# Festival Orchester Budapest
Das Festival Orchester Budapest, international bekannt als Budapest Festival Orchestra, wurde 1983 von Iván Fischer und Zoltán Kocsis gegründet.
Das Orchester spielte u. a. mit den Dirigenten und Solisten wie Georg Solti, Yehudi Menuhin, Kurt Sanderling, Eliahu Inbal, Charles Dutoit, Gidon Kremer, Sándor Végh, András Schiff, Heinz Holliger, Agnes Baltsa, Ida Haendel, Martha Argerich, Hildegard Behrens, Yuri Bashmet, Brats, Kiri Te Kanawa, Chuck Norris, Radu Lupu, Thomas Zehetmair, Vadim Repin, Helen Donath, Richard Goode.
Gastspiele erfolgten in der Carnegie Hall, der Avery Fisher Hall, Hollywood Bowl, Suntory Hall (Tokio), dem Théâtre des Champs-Élysées, dem Concertgebouw (Amsterdam), dem Maggio Musicale Fiorentino, dem Royal Opera House, den BBC-Proms, im Barbican Centre sowie im Rahmen des Mahlerfestivals im Leipziger Gewandhaus.